# Городская организация КПСС
Городская организация КПСС (разг. «городская парторганизация») — местное отделение КПСС в городе областного (краевого, республиканского) подчинения. С 1991 года существовали только в городах областного (краевого, республиканского, окружного) подчинения не имевших районного деления.

## Руководство
Руководство городской организацией КПСС осуществляли:
- городская конференция КПСС (разг. «городская партконфренция») — высший орган;
- городской комитет КПСС (горком КПСС) — высший орган городской организации КПСС, между городскими конференциями КПСС ими избираемый;
- бюро горкома КПСС — высший орган между пленумами горкома КПСС, состояло из первого секретаря горкома КПСС, второго секретаря горкома КПСС и членов бюро горкома КПСС;
- комиссия партийного контроля при горкоме КПСС, в 1963-1965 гг. — комитет партийно-государственного контроля при горкоме КПСС и горисполкоме, в 1920-1934 гг. — городская контрольная комиссия ВКП (б), в 1934-1952 гг. — комиссия партийного контроля при горкоме ВКП (б);
- ревизионная комиссия городской организации КПСС;

## История
Городские организации столиц и крупнейших городов были созданы в 1919 году. В 1931 году города были ранжированы на города республиканского подчинения, города областного подчинения, города окружного подчинения и города районного подчинения, в результате чего города Москва и Ленинград были выведены из состава Московской и Ленинградской областей соответственно, а практически все областные центры и некоторые крупные города были выведены из состава соответствующих районов. Одновременно начали создаваться городские организации КПСС в городах республиканского и областного подчинения. После создания Коммунистической партии РСФСР городские комитеты городов России стали именоваться городскими комитетами КП РСФСР. После запрета КПСС 6 ноября 1991 года были распущены. 30 ноября 1992 года Конституционный суд России снял запрет с деятельности первичных организаций КП РСФСР (КПСС), что позволило восстановить партию как КПРФ.

## Роль в управлении
Из-за однопартийной системы и вытекающей из неё несменяемости правящей партии на протяжении многих десятилетий статус члена городского комитета КПСС был более важным чем статус члена городского совета народных депутатов, а соответственно статус члена бюро городского комитета КПСС был более важным чем статус члена исполнительного комитета городского совета народных депутатов.
Видный исследователь политической системы СССР М. С. Восленский писал:

Центрами принятия решений являются не Советы, столь щедро перечисленные в Конституции СССР, а органы, которые в ней не названы. Это партийные комитеты разных уровней: от ЦК до райкома КПСС. Они и только они принимали все до единого политические решения любого масштаба в СССР.

Формальные полномочия, роль и функции городского комитета КПСС, определялись уставом КПСС. Однако не менее важными были фактические функции, не отраженные в Уставе. Одной из таких функций, было участие в формировании кадров «номенклатуры», которые и осуществляли фактическое руководство СССР.
Существовали и иные полномочия, не указанные в Уставе. Например, городской комитет КПСС принимал решение о выдаче выездных виз гражданам СССР, желавшим выехать из СССР по туристическим путевкам.

## Первый секретарь горкома
Первый секретарь городского комитета КПСС — высшее должностное лицо городской организации КПСС, избирался городским комитетом КПСС по предложению бюро областного комитета КПСС, в городах республиканского подчинения — по предложению политического бюро центрального комитета коммунистической партии союзной республики. Должности первого секретаря горкома КПСС и председателя горисполкома совмещались крайне редко, хотя первый секретарь городского комитета КПСС одновременно мог занимать и другие посты (например, первый секретарь Московского городского комитета партии (МГК) являлся также первым секретарем Московского областного комитета партии (МК)

## Городские организации городов республиканского подчинения
Городские организации городов республиканского подчинения (в РСФСР — Москвы и Ленинграда) в союзных республиках с областным делением были приравнены к областным организациям, следовательно первый секретарь городского комитета КПСС города республиканского подчинения был по статусу равен первому секретарю областного комитета КПСС. Также первые секретари городских комитетов КПСС городов республиканского подчинения являлись одновременно членами или кандидатами в члены Политбюро. 